# Józef Bilczewski

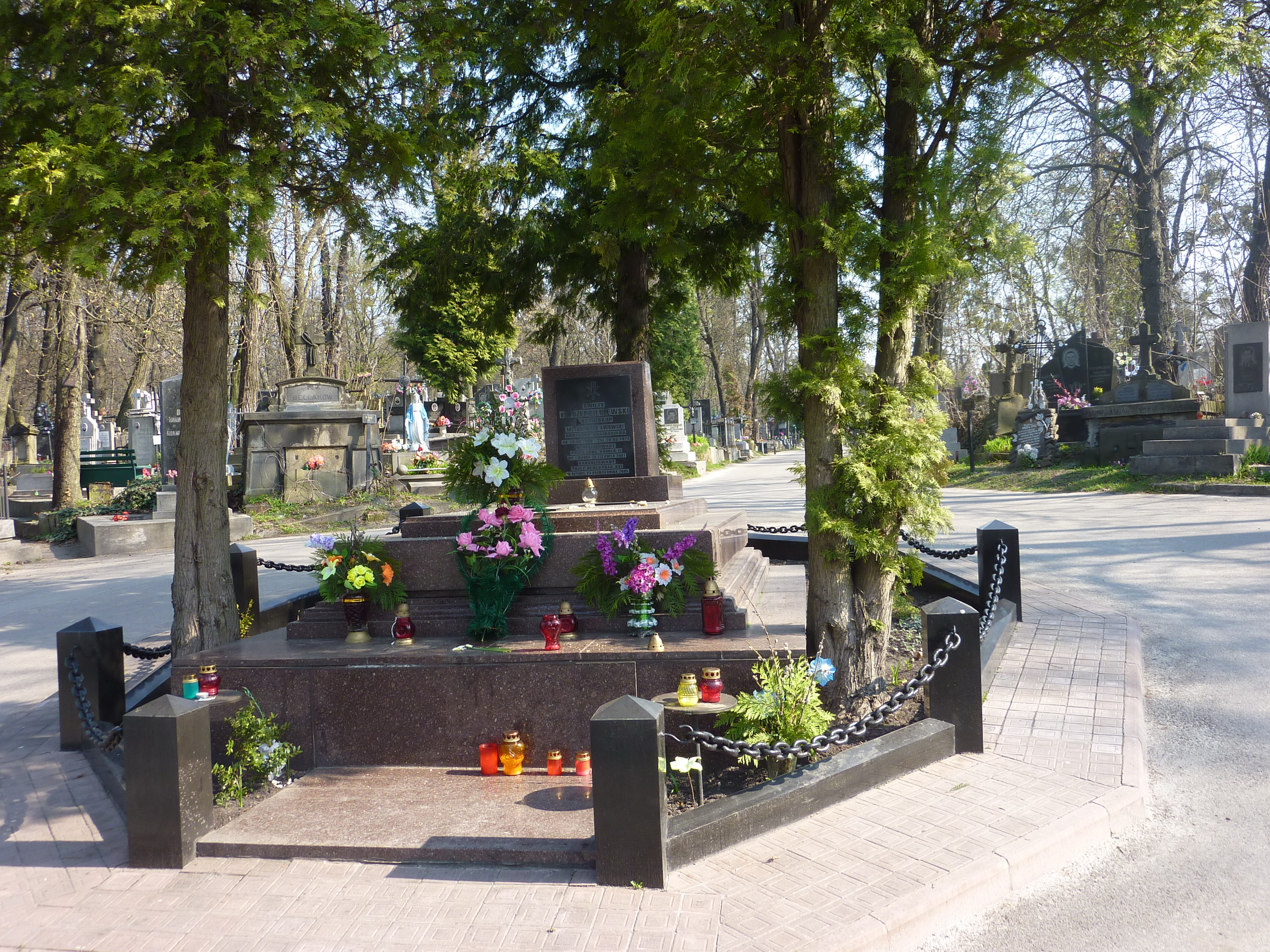
Grób św. Józefa Bilczewskiego na cmentarzu Janowskim we Lwowie

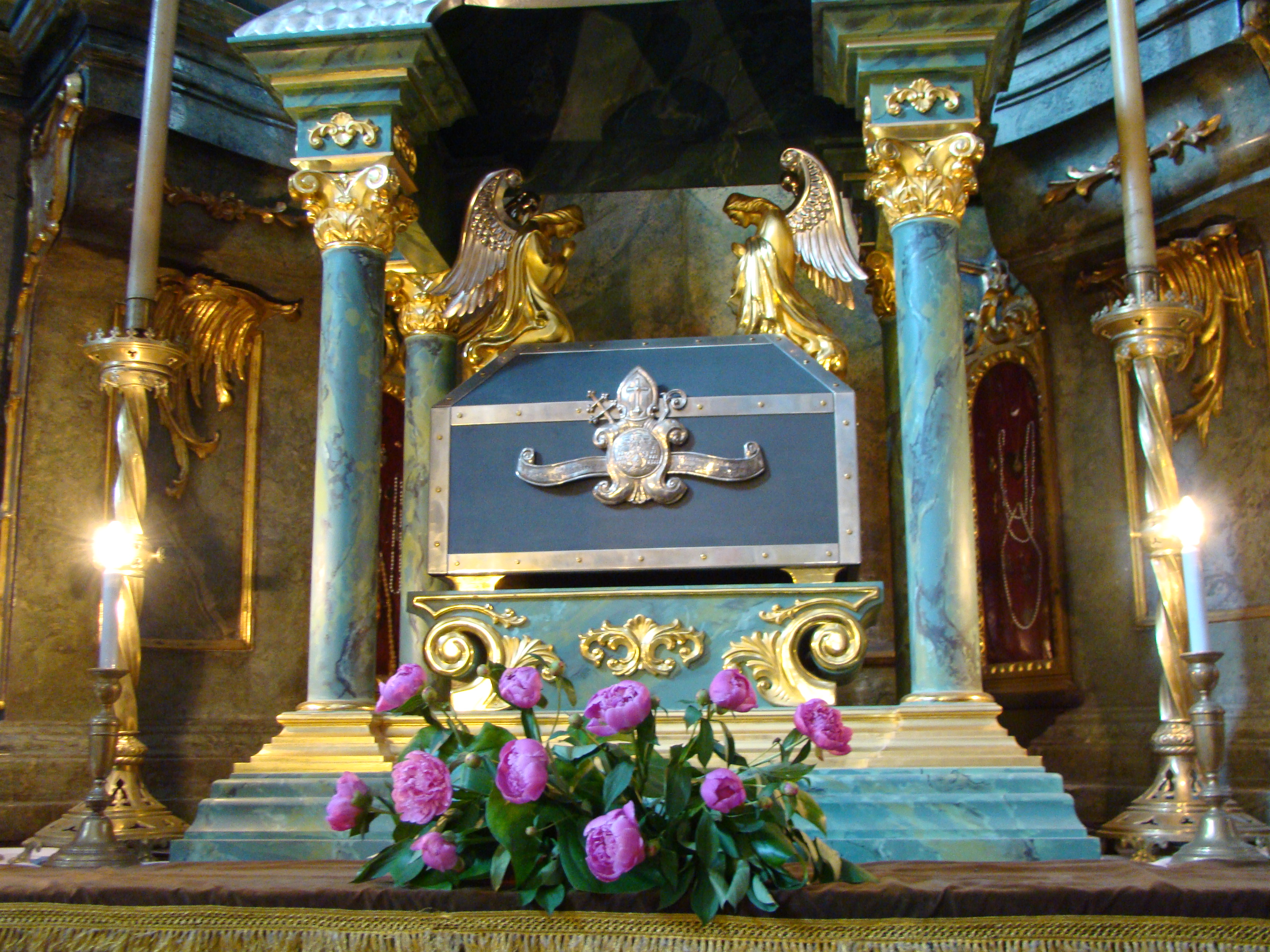
Relikwie św. Józefa Bilczewskiego w katedrze lwowskiej

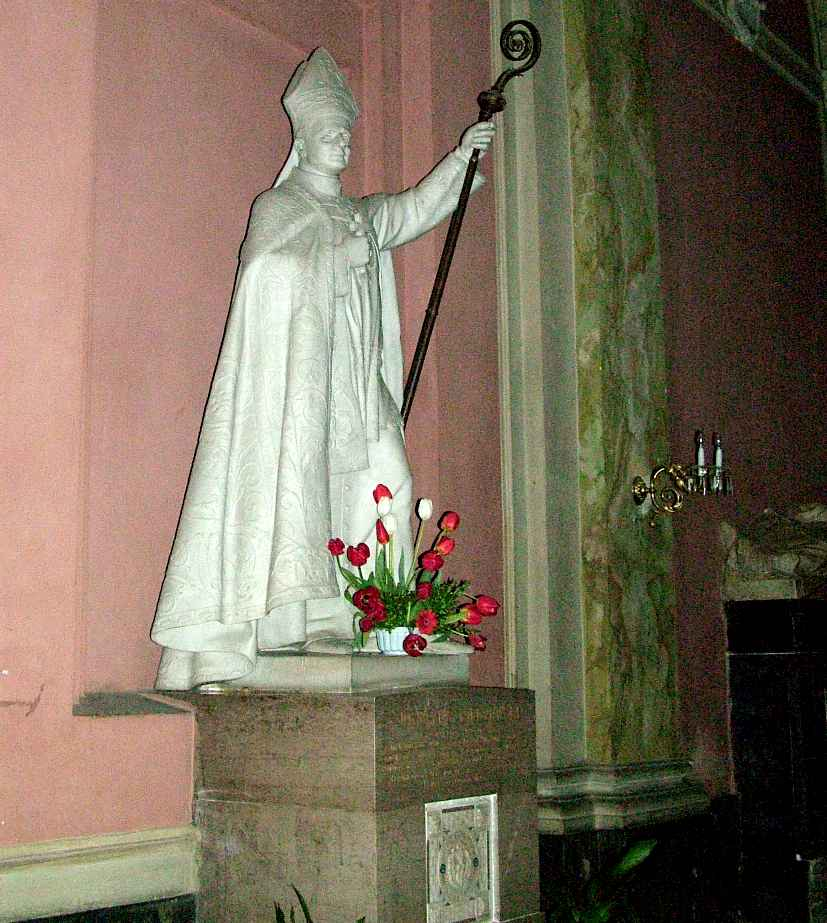
Figura św. Józefa Bilczewskiego w katedrze lwowskiej

Józef Bilczewski (ur. 26 kwietnia 1860 w Wilamowicach jako Józef Biba, zm. 20 marca 1923 we Lwowie) – polski arcybiskup lwowski obrządku łacińskiego, profesor teologii dogmatycznej na Uniwersytecie Lwowskim, rektor tego uniwersytetu. Święty Kościoła katolickiego.

## Życiorys

### Dzieciństwo i młodość
Urodził się w Wilamowicach koło Kęt w ubogiej rodzinie stolarza-cieśli, a zarazem rolnika – Franciszka Biby i Anny z Fajkiszów. W latach 1868–1872 uczęszczał do szkoły ludowej w Wilamowicach (trzy klasy) i Kętach (czwarta klasa). Był najstarszym dzieckiem spośród dziewięciorga rodzeństwa. W latach 1872–1880 był uczniem gimnazjum w Wadowicach, w którym zdał z odznaczeniem maturę. Następnie wstąpił do Wyższego Seminarium Duchownego Archidiecezji Krakowskiej. Jednocześnie rozpoczął studia na Wydziale Teologicznym Uniwersytetu Jagiellońskiego. Równolegle był słuchaczem wykładów na Wydziale Filozoficznym. Obydwa fakultety ukończył z wynikiem celującym. W czasie studiów zmienił nazwisko z Biba na Bilczewski.

### Kapłaństwo i praca naukowa
6 lipca 1884 przyjął święcenia kapłańskie z rąk kardynała Albina Dunajewskiego. Po święceniach, w 1885 pełnił posługę kapłańską w parafii św. Bartłomieja w Mogile k. Krakowa. W latach 1885–1886 studiował na Wydziale Teologicznym Uniwersytetu Wiedeńskiego, dokąd został skierowany przez kard. Albina Dunajewskiego, gdzie w ciągu dwóch lat uzyskał stopień doktora teologii. W latach 1886–1887 studiował archeologię starochrześcijańską na Uniwersytecie Gregoriańskim w Rzymie, a w 1888 przez jeden semestr teologię dogmatyczną w Instytucie Teologicznym w Paryżu. W latach 1888–1890 po powrocie do kraju pracował przez rok jako wikariusz i katecheta w Kętach, przez następny rok w tym samym charakterze w Krakowie przy kościele św. Piotra i Pawła oraz jako suplent katechety (zastępca etatowego nauczyciela) w Gimnazjum św. Anny. W 1890 na bazie rozprawy pt. Archeologia chrześcijańska wobec historii Kościoła i dogmatu habilitował się na Uniwersytecie Jagiellońskim z dogmatyki fundamentalnej. W 1891 mianowany został profesorem nadzwyczajnym dogmatyki specjalnej i objął Katedrę Dogmatyki Szczegółowej na Wydziale Teologicznym Uniwersytetu Lwowskiego. W 1893 uzyskał tytuł profesora zwyczajnego. W roku akademickim 1896/1897 był dziekanem Wydziału Teologii, a w 1900 rektorem Uniwersytetu Jana Kazimierza.
Był mnemonikiem. Odznaczał się niewiarygodnymi zdolnościami zapamiętywania tekstów przeczytanych książek. Napisał szereg prac naukowych, m.in. Archeologia chrześcijańska wobec historii kościoła i dogmatu oraz Eucharystia w świetle najdawniejszych pomników piśmiennych, ikonograficznych i epigraficznych.

### Biskupstwo
17 grudnia 1900 papież Leon XIII ustanowił go metropolitą arcybiskupem lwowskim obrządku łacińskiego. 20 stycznia 1901 w katedrze we Lwowie uzyskał sakrę biskupią z rąk kard. Jana Puzyny. Współkonsekratorami byli: abp lwowski obrządku greckokatolickiego Andrzej Szeptycki i biskup przemyski Józef Sebastian Pelczar. W 1901 roku, w Czerniowcach, został członkiem wspólnoty katolickiej K.D.St.V. Frankonia-Czernowitz w niemieckim Cartellverband.

### Praca duszpasterska
Dzięki jego inicjatywie powstało na terenie archidiecezji lwowskiej 330 obiektów sakralnych na czele z monumentalnym kościołem świętej Elżbiety we Lwowie. Wspierał rozwój Wilamowic, a także miejscową społeczność i jej życie edukacyjne. W swojej pracy duszpasterskiej wzorował się na bł. Jakubie Strzemię. Pragnął pomagać wszystkim potrzebującym pomocy materialnej i duchowej. Głosił pogląd, że sama praca w kościele nie wystarcza, że należy do niej dołączyć pracę społeczną dążącą do oświecenia i poprawy bytu materialnego parafian oraz do usunięcia wszelkiego rodzaju nadużyć, którym ulegały środowiska ekonomicznie słabsze. W celu przygotowania księży do tej akcji organizował w swoim pałacu we Lwowie specjalne kursy społeczne. Wybudował dla stowarzyszeń katolickich (z własnych funduszy i subwencji sejmu) Dom Katolicki we Lwowie. Zajmował się pomocą dla studentów, szkół ludowych, środowisk robotniczych, wspomagał materialnie ubogich. Dzięki niemu w 1907 przybyli na ziemie polskie pallotyni, gdyż pozwolił im osiedlić się w Jajkowcach na terenie jego diecezji. Po wybuchu I wojny światowej w trakcie okupacji rosyjskiej Lwowa na przełomie 1914/1914 odwiedzał kościoły we Lwowie i błogosławił ludność. Podczas wojny był moralnym i materialnym oparciem dla ubogich. Sekretarzem abp. Józefa Bilczewskiego był ks. Stanisław Szurek.

### Postawa w czasie walk polsko-ukraińskich
W czasie walk polsko-ukraińskich o Lwów w listopadzie 1918 stał na czele komitetu ratunkowego, który dostarczał żywność najbiedniejszym. Obaj arcybiskupi kościoła katolickiego we Lwowie: łaciński arcybiskup Józef Bilczewski i greckokatolicki metropolita Andrzej Szeptycki nie tylko próbowali pośredniczyć w toczących się rokowaniach, ale pod wpływem nuncjusza apostolskiego Achillesa Rattiego odczytali 16 listopada 1918 listy pasterskie, nawołujące wiernych do zaprzestania rozlewu krwi. Józef Bilczewski odznaczał się troską o ubogich. Usiłował zmniejszać konflikty polsko-ukraińskie.

### Propagator kultu NMP Królowej Polski
- W listopadzie 1905 zwołał pierwszy na ziemiach polskich Kongres Mariański poświęcony Najświętszej Maryi Pannie.
- Był wielkim czcicielem Matki Bożej Częstochowskiej Królowej Polski, uważając Jej kult za jeden z najważniejszych czynników w zjednoczeniu i odrodzeniu narodu w latach zaborów. Po kradzieży koron z 22 na 23 września 1909 na Jasnej Górze, arcybiskup Bilczewski uprosił u papieża Piusa X złote korony dla obrazu Matki Bożej Jasnogórskiej, które 21 kwietnia 1910 jako główny organizator tego dzieła wraz z delegacjami ze wszystkich zaborów odebrał z rąk Piusa X. Konsekwencją tego był zakaz władz carskich na uczestnictwo w koronacji obrazu, który odbył się 22 maja 1910. Wiązało się to z faktem, że abp Bilczewski wcześniej sprzeciwił się, aby nowe korony zostały ufundowane przez rosyjskiego cara.
- Dzięki niemu Pius X 29 listopada 1908 wydał dekret wprowadzający do litanii loretańskiej na terenie diecezji lwowskiej i przemyskiej wezwanie: Królowo Polski, módl się za nami.
- W 1909 starał się u papieża o zgodę na obchody święta Matki Bożej – Królowej Korony Polskiej.
- 7 lipca 1910 dzięki jego staraniom Pius X wydał dekret, w którym potwierdzał kult Matki Bożej jako Królowej Korony Polskiej i ustanawiał liturgiczne święto Królowej Korony Polskiej dla diecezji lwowskiej i przemyskiej (obchodzono je w pierwszą niedzielę maja jako święto dziękczynienia za opiekę Matki Bożej nad Polską, a od 1914 – w dniu 2 maja, podczas gdy dla całej Polski święto Maryi Królowej Korony Polskiej zostało w 1923 zatwierdzone przez Piusa XI na dzień 3 maja).
- 22 kwietnia 1910 na jego prośbę Pius X ustanowił Maryję Królową Korony Polskiej patronką archidiecezji lwowskiej.
- Pod koniec 1920 za swą cześć dla Matki Bożej Częstochowskiej Królowej Polski Zakonu Paulinów na Jasnej Górze nadali mu godność konfratra zakonu paulinów, którą przyjął podczas pobytu na Jasnej Górze w maju 1921[5].

### Choroba i śmierć
18 stycznia 1923 zapadł na ciężką chorobę (anemia pernitiosa – niedokrwistość złośliwa), następstwo – jak można przypuszczać – wytężonej pracy i prawie ascetycznego trybu życia. Zmarł 20 marca 1923 we Lwowie. Został pochowany pośród ubogich na cmentarzu Janowskim, odprowadzany na miejsce pochówku przez tłumy przedstawicieli wszystkich środowisk Lwowa. Jego zabalsamowane serce przekazano do parafii św. Stanisława Biskupa w Lubaczowie, gdzie spoczęło obok ołtarza z relikwiami metropolity halicko-lwowskiego bł. Jakuba Strzemię. W 2001 urnę z sercem ofiarowano katedrze lwowskiej. Papież Pius XI nazwał go jednym z największych Biskupów Świata.

## Odznaczenia i wyróżnienia
- Wielka Wstęga Orderu Odrodzenia Polski (2 maja 1922)[6][7]
- Krzyż Walecznych – dwukrotnie (1922)[8]
- 1921 – doktorat honoris causa Uniwersytetu Warszawskiego[9]
- Członek honorowy Towarzystwa Szkoły Ludowej[10]

## Proces beatyfikacyjny i kanonizacyjny
Jeszcze za życia mówiono o nim jak o świętym. 2 lipca 1944 wyrażono zgodę na przeprowadzenie procesu beatyfikacyjnego. Pierwsza sesja tego procesu odbyła się w 1952 w rezydencji arcybiskupiej w Krakowie. Praca tego trybunału trwała 9 lat. W 1962 przesłano akta procesu do Kongregacji Świętych Obrzędów w Rzymie. 17 grudnia 1997 Jan Paweł II podpisał dekret o heroiczności cnót. 26 czerwca 2001 beatyfikowany przez papieża Jana Pawła II podczas jego wizyty we Lwowie.
20 grudnia 2004 papież Jan Paweł II podpisał dekret uznający cud za wstawiennictwem bł. Józefa Bilczewskiego, co otworzyło drogę do ogłoszenia jego świętym. Kanonizacja Józefa Bilczewskiego odbyła się 23 października 2005 w Rzymie przez papieża Benedykta XVI.
Wspomnienie liturgiczne w Kościele obchodzone jest w dzienną pamiątkę śmierci (20 marca). Po kanonizacji Kościół w Polsce i na Ukrainie wspomina świętego 23 października, w rocznicę kanonizacji.

## Kult i upamiętnienie

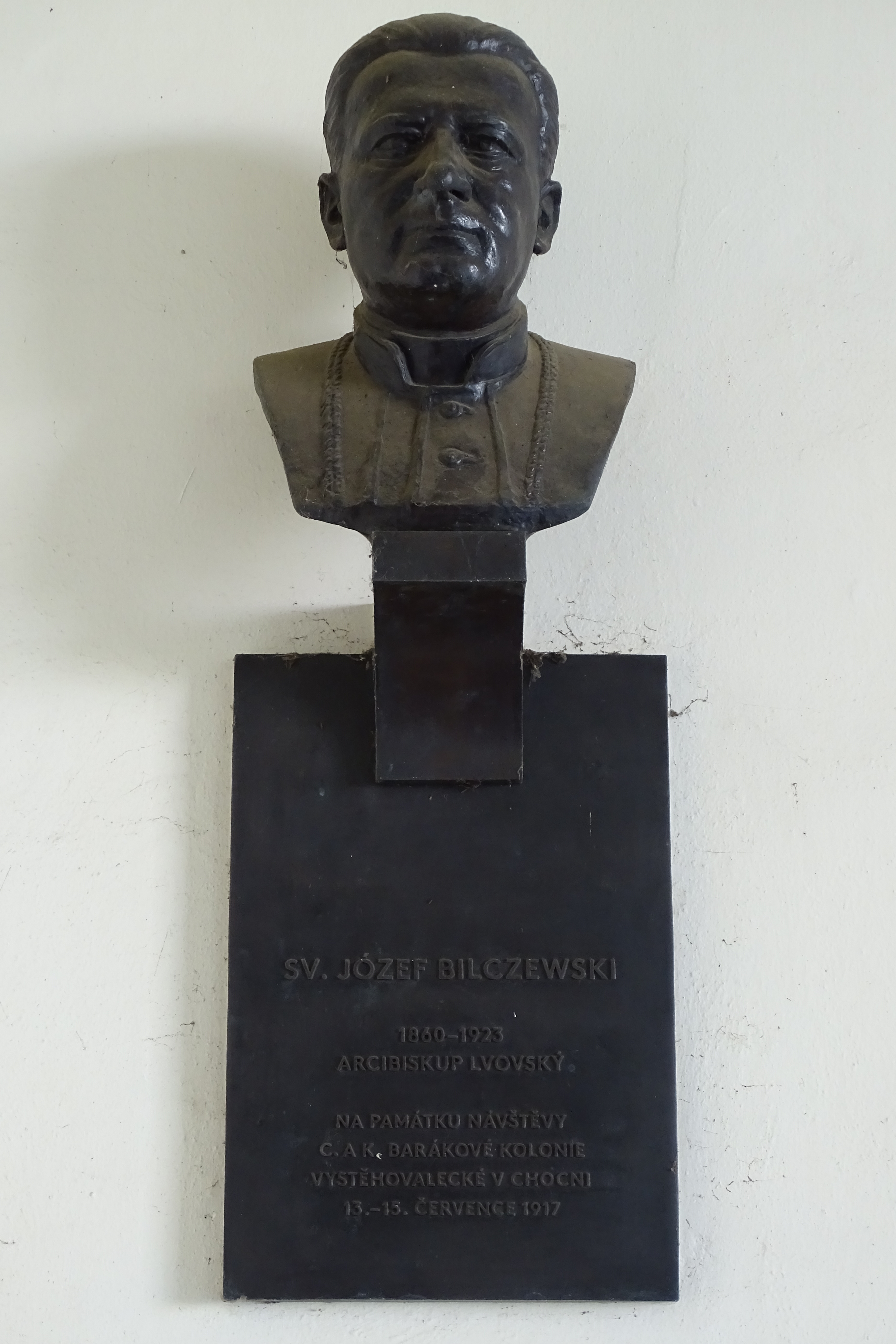
Tablica pamiątkowa poświęcona abp. Józefowi Bilczewskiemu (Choceň – Czechy)

- 27 września 2007 kardynał Marian Jaworski w kaplicy Matki Bożej Częstochowskiej znajdującej się w podziemiach bazyliki św. Piotra poświęcił mozaikę ku czci Św. Józefa Bilczewskiego.
- 29 czerwca 2009 Konferencja Episkopatu Polski opublikowała list pasterski z okazji 150. rocznicy urodzin Świętego Arcybiskupa Józefa Bilczewskiego[16]
- 23 października 2009 przy Wyższym Seminarium Duchownym Archidiecezji Lwowskiej we Lwowie-Brzuchowicach rozpoczął działalność dla osób świeckich Instytut Teologiczny im. św. Józefa Bilczewskiego[17].
- 29 kwietnia 2010 z okazji 150. rocznicy urodzin św. abp. J. Bilczewskiego Senat Rzeczypospolitej Polskiej podjął uchwałę składającą Mu hołd i wyrazy wdzięczności[18].
- 19 kwietnia 2011 uroczyste przeniesienie relikwii św. Józefa Bilczewskiego z Cmentarza Janowskiego do bazyliki archikatedralnej Wniebowzięcia NMP we Lwowie[19].
- 23 października 2012 biskup Tadeusz Rakoczy ogłosił kościół Przenajświętszej Trójcy w Wilamowicach Sanktuarium św. Józefa Bilczewskiego[20].
- 5 października 2013 św. Józef Bilczewski został ogłoszony patronem Wilamowic[21].
- We wrześniu 2013 imię św. Józefa Bilczewskiego otrzymał ośrodek dla niepełnosprawnych w Bestwienie, prowadzony przez Stowarzyszenie "Razem"[22].
- 18 czerwca 2016 w Wilamowicach został uroczyście odsłonięty pomnik św. Józefa Bilczewskiego[23].
- W 2006 powstał film dokumentalny pt. Arcybiskup Józef Bilczewski, autorstwa Krzysztofa Żurowskiego[24].